# Друкпа Кюнле

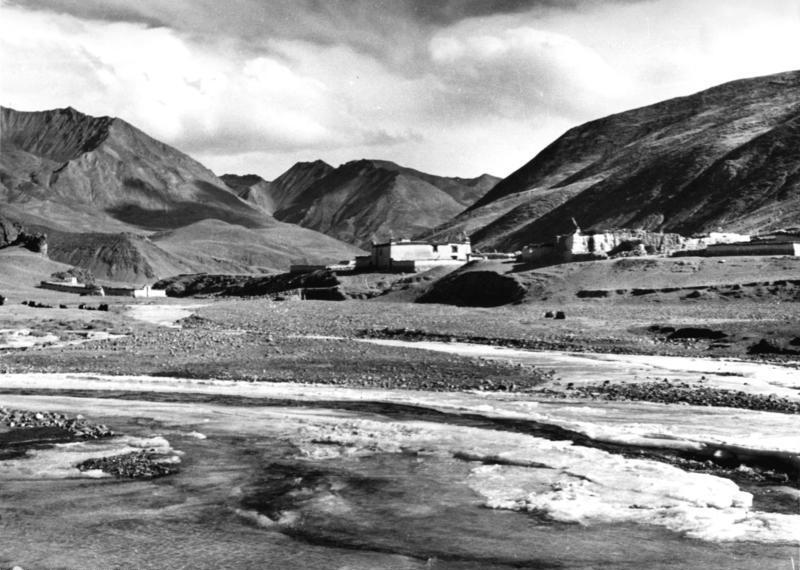
Монастырь Ралунг, в котором родился Друкпа Кюнле

Друкпа Кюнле (Друкпа Кюнлэй, Друкпа Кюнлег), (Вайли:'bdrug pa kun legs) настоящее имя Кунга Легпай Зангпо (Вайли: 'brug smyon kun dga' legs pa), по прозвищу «Священный Сумасбород Драконовой Линии» (1455—1529) — буддийский учитель Махамудры, представитель бутанской буддийской школы Друкпа Кагью, известный поэт и персонаж бутанского фольклора. Ученик Пемы Лингпа. Считается перерождением Сарахи.

## Биография
Друкпа Кюнле родился в Западном Тибете в провинции Цанг, в семье, принадлежащей благородному роду Гья(rgya) при монастыре Ралунг, род происходит от Лхабума (lha 'bum), второго брата Цангпа Гьяре. С самого раннего детства он оказался в эпицентре борьбы кланов за власть в монастырях. Со временем отринув порочный мирской путь и монастырский путь он стал йогином. Уже с трёх лет Кюнлей проявлял жажду знаний, научился читать и стал изучать буддийские книги. Его отец был убит во время ссоры между родственниками, когда ему было семь лет.
После смерти отца он стал странствующим йогином (налджорпа). Отказавшись жениться, он направился во Лхасу, а потом двадцать лет ходил по всему Тибету и Бутану, прося подаяния. Среди учителей:
- Друкчен II, Гьялва Кюнга Палджор ('brug chen kun dga' dpal 'byor) 1428—1476
- Лхацун Кюнга Чокьи Гьяцо (lha btsun kun dga' chos kyi rgya mtsho) 1432—1505
- Пема Лингпа (padma gling pa) 1445—1521

## Характеристика учения
Друкпа Кюнле обладал острым умом, проницательностью и чувствительностью к фальши и ханжеству, ритуалам, религиозному и показному невежеству, а также всевозможным тибетским фетишам, с чем беспощадно боролся и высмеивал. Не останавливаясь ни на каких табу, он демонстрировал внутреннюю сущность запретов, страхов и заблуждений, прикрытых показным благочестием.
Друкпа Кюнле известен благодаря сумасшедшим методам, приводящим учеников (преимущественно женщин) к просветлению — используя неожиданные приёмы, затрагивая сексуальность, нередко заманивая женщин через развратные действия, применяя грубые шутки и тонкие магические методы, он приводит учеников к парадоксальному пониманию буддийского учения. Он получил титул «святой 5000 женщин». За учение он взимал в виде платы чанг — тибетское пиво.
Его биография обросла множеством легендарных подробностей. Считается, что он помнил все свои предыдущие перевоплощения и точно мог рассказывать об очень давних событиях.
Немало историй имеется о его встречах с высшими ламами различных школ — с ним встречались реформатор буддизма и основатель школы гелуг Цонкапа, глава школы карма-кагью Кармапа, Сакья Панчен — один из высших лам школы сакья и другие. Как правило, Друкпа Кюнле невзирая на лица их жёстко высмеивал, однако абсурдная ситуация вдруг после некоторого размышления (или даже анализа прошлых рождений) оказывалась реальностью, и высшие ламы не только признавали его правоту, но и проявляли к нему благосклонность. Сакья Панчен приблизил его к себе и сам иногда включался с ним в те же игры, отдавая дань его мастерству.
Друкпа Кюнле основал монастырь Чими-лакханг недалёко от города Пунакха, около деревни Сопсокха. В монастыре имеется лингам из дерева и слоновой кости. Монастырь посещают паломники. Страдающие от бездетности здесь молятся о даровании детей.
Многочисленные истории и анекдоты о Друкпа Кюнле распространены по всему Бутану, также и среди простого народа. Не менее популярны его стихи и песни.